# Gästrikland
Gästrikland – prowincja historyczna (landskap) w środkowej Szwecji, położona w południowo-wschodniej części Norrland nad Zatoką Botnicką. Graniczy od południa i wschodu z Uppland, od południa z Västmanland, od zachodu z Dalarna oraz od północy z Hälsingland.
Tradycyjne prowincje Szwecji nie pełnią administracyjnych czy politycznych funkcji. Gästrikland stanowi południową część regionu Gävleborg oraz północny skraj regionu Uppsala.

## Książęta Gästrikland
Od 1772 książęta (od 1980 również księżniczki) Szwecji otrzymują tytuł księcia szwedzkiej prowincji. Obecnie tytuł księżnej Gästrikland nosi:
- Magdalena (ur. 1982), księżna Hälsingland i Gästrikland